# Malta i Eurovision Song Contest 2013
Malta kommer att delta i Eurovision Song Contest 2013 i Malmö i Sverige. De kommer att representeras av Gianluca Bezzina med låten "Tomorrow".

## Uttagning

### Tillvägagångssätt
Den 14 september 2012 bekräftade PBS sitt deltagande i tävlingen år 2013 och att man skulle använda sig av en nationell uttagning för att utse sitt bidrag. Den 15 september släpptes reglerna för uttagningen. Precis som år 2012 bestod uttagningen av en semifinal följt av en final.

### Program
Semifinalen hölls den 1 februari och finalen den 2 februari 2013. Uttagningen hade först planerats att hållas i slutet av januari 2013 med de mest troliga datumen den 25 och 26, men man beslöt att flytta fram den en vecka. Från semifinalen gick 16 av de 24 bidragen vidare till finalen. Värdar för programmen var Elaine Saliba och Gordon Saliba. Rodney Gauci intervjuade artisterna bakom scenen. Även de maltesiska komikerna Gorg & Pawlu var med och höll i uttagningen.
Biljetter till de två tävlingarna släpptes den 19 december. Både semifinalen och finalen hölls i Malta Fairs & Convention Centre i Ta' Qali, precis som året innan. Vinnaren utsågs med hjälp av en blandning av telefonröster och en internationell jury.
Gästartist i finalen var musikgruppen Takasa som tidigare vunnit Schweiz nationella uttagningsfinal till ESC 2013. De framförde sitt ESC-bidrag "You and Me". Även vinnaren av Maltas uttagning året innan och den som hade representerat landet i Eurovision Song Contest 2012, Kurt Calleja, framträdde vid finalen.

### Bidrag
Bidrag kunde skickas in mellan den 30 oktober och den 31 oktober 2012. Enligt reglerna var artisten tvungen att vara från Malta men låtskrivarna fick komma från utomlands. Maltas fem senaste representanter i Eurovision var inte tillåtna att delta i uttagningen, dvs. Morena, Chiara Siracusa, Thea Garrett, Glen Vella och Kurt Calleja. Den 31 oktober meddelade PBS att man fått 182 bidrag inskickade till uttagningen, vilket var ett nytt rekord.
Under ett nyhetsprogram den 13 november meddelades det att en jury hade valt ut 68 bidrag till nästa fas av uttagningen och att dessa skulle avslöjas nästa dag. Den 14 november meddelade man att istället 69 bidrag valts ut och avslöjade vilka de var. Efter att juryn igen lyssnat på alla låtarna och bett om att få se liveframträdanden av vissa artister, valde de ut 24 till semifinalen. De 24 utvalda avslöjades den 30 november i TV-programmet Xarabank där de presenterades ett efter ett.
Den 15 december laddade TV-bolaget upp förhandsvisningsvideor för alla bidragen på sin webbplats. Den 21 december drog sig Saska Hunt ur tävlingen av okänd anledning och gav plats åt Marilena Gauci som tidigare deltagit i Maltas nationella uttagning. Förhandsvisningsvideon till hennes låt "Overrated", som skrevs av samma låtskrivare som hade skrivit Saska Hunts låt "Dress Rehearsal", publicerades strax därefter. Den 23 januari 2013 publicerades startordningen för semifinalen. De första repetitionerna hölls den 29 januari.

### Semifinal
Semifinalen gick av stapeln den 1 februari och 24 bidrag tävlade. 16 av bidragen tog sig vidare till finalen.
| Nr | Artist            | Sång                    | Låtskrivare                                                              |
| -- | ----------------- | ----------------------- | ------------------------------------------------------------------------ |
| 1  | Richard Edwards   | "Fall Like Rome"        | Philip Vella, Magnus Kaxe, Gerard James Borg                             |
| 2  | Ylenia            | "Tides of Illusion"     | Jason Cassar, Mario Farrugia                                             |
| 3  | Janice Debattista | "Perfect Day"           | Boris Cezek, Dean Muscat                                                 |
| 4  | Chris Grech       | "Never Walk Away"       | Matthew James Borg, David Cassar Torregiani, Chris Grech, Peter Borg     |
| 5  | Marilena          | "Overrated"             | Philip Vella, Gerard James Borg                                          |
| 6  | Petra             | "No One Home"           | Wayne Micallef, Richard Micallef                                         |
| 7  | Dorothy Bezzina   | "Starting from the End" | Magnus Kaxe, Gerard James Borg                                           |
| 8  | Domenique         | "Too Little Too Late"   | Marc Paelinck, Matthias Strasser                                         |
| 9  | Jessika           | "Ultraviolet"           | Philip Vella, Thomas G:son, Gerard James Borg                            |
| 10 | Franklin Calleja  | "Let Your Heart Talk"   | Ray Aguis, Alfred C Sant                                                 |
| 11 | Claudia Faniello  | "When It's Time"        | Errol Sammut, Claudia Faniello                                           |
| 12 | Corazon           | "My Stranger Love"      | Paul Giordimaina, Fleur Balzan                                           |
| 13 | Kevin Borg        | "Needing You"           | Kevin Borg, Simon Gribbe, Dan Attlerud, Thomas Thörnholm, Michael Clauss |
| 14 | Scar              | "Superstar"             | Konrad Pule                                                              |
| 15 | Melanie Zammit    | "Loverdose"             | Maria Lundin, Niclas Lundin, Gerard James Borg                           |
| 16 | Danica Muscat     | "Fantasy"               | Paul Abela, Joe Julia Farrugia                                           |
| 17 | Petra & Richard   | "Wonderful Today"       | Wayne Micallef, Richard Micallef                                         |
| 18 | Deborah C         | "Love-O-Holic"          | Johan Bejerholm, Gerard James Borg                                       |
| 19 | Gianni            | "Us Against the World"  | Boris Cezek, Dean Muscat                                                 |
| 20 | Raquela           | "Keep Believing"        | Raquela Dalli Gonzi                                                      |
| 21 | Gianluca Bezzina  | "Tomorrow"              | Boris Cezek, Dean Muscat                                                 |
| 22 | Amber             | "In Control"            | Paul Giordimaina, Fleur Balzan                                           |
| 23 | Klinsmann         | "The Remedy"            | Philip Vella, Magnus Kaxe, Gerard James Borg                             |
| 24 | Davinia           | "Betrayed"              | Elton Zarb, Muxu                                                         |

### Final
Finalen gick av stapeln den 2 februari med start 20:45 CET. De 16 bidragen som tagit sig vidare från semifinalen dagen innan tävlade. Efter att rösterna telefonrösterna och den internationella juryns röster räknats ihop stod det klart att vinaren var Gianluca Bezzina med låten "Tomorrow". Han vann före fanfavoriten Kevin Borg med låten "Needing You". På tredje plats kom Davinia Pace med låten ""Betrayed".
| Nr | Artist            | Sång                    | Låtskrivare                                                              | Jury | Tele | Total | Plats |
| -- | ----------------- | ----------------------- | ------------------------------------------------------------------------ | ---- | ---- | ----- | ----- |
| 1  | Scar              | "Superstar"             | Konrad Pulé                                                              | 10   | 1    | 11    | 11    |
| 2  | Dorothy Bezzina   | "Starting from the End" | Magnus Kaxe, Gerard James Borg                                           | 2    | 3    | 5     | 15    |
| 3  | Corazon           | "My Stranger Love"      | Paul Giordmaina, Fleur Balzan                                            | 11   | 0    | 11    | 11    |
| 4  | Jessika           | "Ultraviolet"           | Philip Vella, Thomas G:son, Gerard James Borg                            | 12   | 7    | 19    | 8     |
| 5  | Gianni            | "Us Against the World"  | Boris Cezek, Dean Muscat                                                 | 9    | 0    | 9     | 14    |
| 6  | Davinia Pace      | "Betrayed"              | Elton Zarb, Muxu                                                         | 48   | 0    | 48    | 3     |
| 7  | Kevin Borg        | "Needing You"           | Kevin Borg, Simon Gribbe, Dan Attlerud, Thomas Thörnholm, Michael Clauss | 68   | 12   | 80    | 2     |
| 8  | Richard Edwards   | "Fall like Rome"        | Philip Vella, Magnus Kaxe, Gerard James Borg                             | 10   | 0    | 10    | 13    |
| 9  | Janice Debattista | "Perfect Day"           | Boris Cezek, Dean Muscat                                                 | 13   | 0    | 13    | 10    |
| 10 | Deborah C         | "Love-o-Holic"          | Johan Bejerholm, Gerard James Borg                                       | 12   | 5    | 17    | 9     |
| 11 | Claudia Faniello  | "When it's Time"        | Erroll Sammut, Claudia Faniello                                          | 14   | 6    | 20    | 7     |
| 12 | Gianluca Bezzina  | "Tomorrow"              | Boris Cezek, Dean Muscat                                                 | 82   | 10   | 92    | 1     |
| 13 | Chris Grech       | "Never Walk Away"       | Matthew James Borg, David Cassar Torreggiani, Peter Borg, Chris Grech    | 34   | 8    | 42    | 5     |
| 14 | Petra and Richard | "Wonderful Today"       | Wayne Micallef, Richard Micallef                                         | 35   | 2    | 37    | 6     |
| 15 | Amber             | "In Control"            | Paul Giordimaina, Fleur Balzan                                           | 43   | 4    | 47    | 4     |
| 16 | Domenique         | "Too Little Too Late"   | Marc Paelnick, Matthias Strasser                                         | 2    | 0    | 2     | 16    |